# Dundrum (hrabství Down)
Dundrum (irsky Dún Droma) je vesnice se stejnojmenným hradem v hrabství Down na jihovýchodě Severního Irska. Obec Dundrum je zároveň také střediskem jednoho z mnoha historických townlandů (irsky baile fearainn), nejmenší územní jednotky v Irsku.

## Geografie
Obec Dundrum leží uprostřed Dundrumské zátoky na jejím severovýchodním břehu, přímo naproti průlivu, který zátoku spojuje s Irským mořem. Katastr obce je součástí chráněné krajinné oblasti Mourne & Slieve Croob AONB (anglicky Area of Outstanding Natural Beauty). Nejbližším městem jsou přímořské lázně Newcastle na jihu, vzdálené po silnici A2 zhruba 5 km. Vesnici i s přilehlým hradním vrchem od severozápadu obtéká řeka Moneycarragh, která pramení na východních svazích hory Slieve Croob a jižně od Dundrumu ústí do mořské zátoky.

## Historie
V roce 1177 pronikli Normané do východních oblastí Ulsteru a obsadili pobřeží Irského moře. 

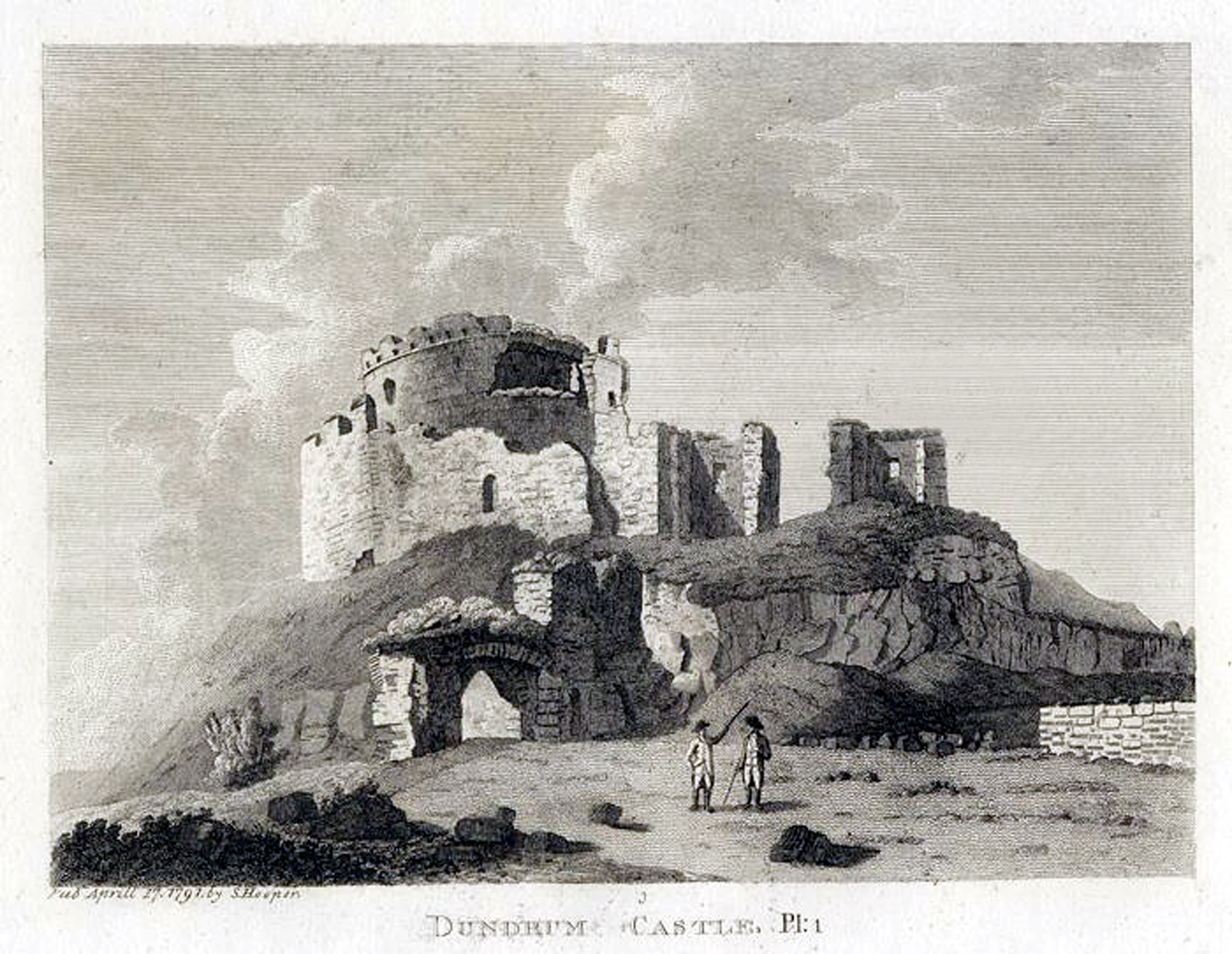
Zřícenina hradu Dundrum na obrázku z roku 1792

John de Courcy, který velel normanské invazi, začal na počátku 13. století na místě starší gaelské pevnosti budovat strážní hrad, který měl střežit cestu z Droghedy na poloostrov Lecale (irsky Leath Cathail) a do Downpatricku. V roce 1203 byl však John de Courcy vyhnán z Ulsteru svým nástupcem Hughem de Lacy.
V roce 1210 dobyl Dundrum král Jan a věnoval prostředky na dostavbu hradu a na jeho posádku. Do 15. století dundrumský hrad patřil vévodům z Ulsteru, později byl několikrát dobýván a měnil majitele.

### Lodní doprava
Od 17. století stoupal význam ulsterských přístavů, mezi něž - kromě například Newcastlu, Killoughu, Portaferry, Bangoru nebo Holywoodu - patřil i Dundrum. Později do zdejšího přístavu, který se stal základnou parolodní společnosti East Downshire Steamship Company, bylo dováženo především uhlí. Dundrum si uchoval oficiální statut obchodního přístavu až do roku 1984.

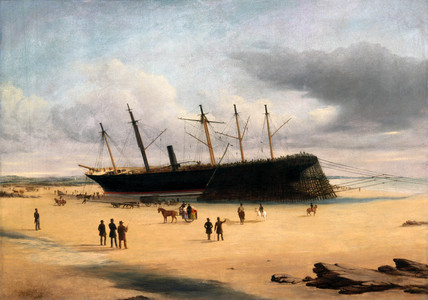
Loď Great Britain na pobřeží u Dundrumu

Součástí historie dundrumského přístavu je poněkud kuriózní příběh, který se zde odehrál v roce 1846. Loď Great Britain, první zaoceánská loď s ocelovým trupem, která byla zkonstruována slavným Isambardem Kingdomem Brunelem, během své páté plavby se dostala 22. září 1846 v nepříznivém počasí do blízkosti Dundrumské zátoky. Kromě zboží bylo na palubě 180 cestujících. Její kapitán James Hosken chybně vypočítal rychlost lodi a podle nepřesné mapy se domníval, že místo majáku St John's Point vidí maják Chicken Rock u ostrova Man. Výsledkem bylo ztroskotání lodi Great Britain společnosti Great Western v píscích Dundrumské zátoky. Po skoro 12 měsících oprav byla loď opět schopná plavby, avšak kapitánu Hoskenovi již nikdy poté nebylo svěřeno velení na obchodní lodi.

### Železnice
Dne 25. 3. 1869 bylo dáno do provozu nádraží Dundrum na železniční trati Belfast - Newcastle společnosti Belfast and County Down Railway. Nádraží bylo uzavřeno 16. 1. 1950, trať byla zrušena 2. 5. 1955.

## Památky v okolí
- Dundrum Castle - zřícenina hradu z přelomu 12. a 13. století, volně přístupná. Poslední majitel, sedmý markýz z Downshiru, předal objekt i s pozemky státu v roce 1954.[3]

- Murlough National Nature Reserve (národní přírodní rezervace Murlough) - přírodní rezervace s cca 6000 let starými písečnými dunami, která se nachází na poloostrově u Dundrumské zátoky. Rezervace byla vyhlášena v roce 1967.
- Slidderyford Dolmen - dolmen z období neolitu, který stojí poblíž vstupu do národní přírodní rezervace Murlough.

- Mourne Mountains - pohoří Mourne s nejvyšší horou severního Irska Slieve Donard (849 m n. m.), chráněná krajinná oblast.